# Karl von Deybeck
Karl von Deybeck (* 7. Januar 1866 in Landshut; † 27. November 1944) war ein deutscher Verwaltungsjurist und bayerischer Staatsminister der Finanzen.

## Leben
Karl von Deybeck war der Sohn des Geheimrats Franz Xaver Deybeck und dessen Ehefrau Franziska Orff.
Er studierte Rechtswissenschaften an der Ludwig-Maximilians-Universität München, legte 1890 das Große juristische Staatsexamen ab und kam zur praktischen Ausbildung zum Rentamt Ansbach. 1891 wurde er Akzessist in der Kammer der Finanzen bei der Regierung von Oberbayern. 1893 wechselte er in das 
Staatsministerium der Finanzen und wurde 1897 Assessor und 1900 Regierungsrat. 1902 kehrte er zu seiner vorigen Dienststelle zurück und kam bereits nach einem Jahr wieder ins Finanzministerium, wo er 1906 Oberregierungsrat und 1909 Ministerialrat wurde. 1918 wurden ihm Titel und Rang eines Geheimen Rats verliehen. In der Zeit vom 1. Dezember 1919 bis zum 16. September 1931 führte er den Titel Staatsrat, ab 1918 eine Auszeichnung für höhere Ministerialbeamte. Am 20. August 1930 wurde er mit der Leitung der Geschäfte des bayerischen Staatsministeriums der Finanzen beauftragt, nachdem Finanzminister Hans Schmelzle am selben Tag zurückgetreten war. Das Kabinett Held II war bis zur Reichstagswahl  im März 1933 nur geschäftsführend im Amt. Im November 1930 wurde von Deybeck stellvertretender Bevollmächtigter Bayerns zum Reichsrat für die Beratungen der Gesetzentwürfe zur Durchführung des Wirtschafts- und Finanzplans. Beim Erreichen der Pensionsgrenze im Januar 1931 wurde er durch den Ministerrat „bis auf weiteres“ als beauftragter Leiter des Finanzministeriums bestätigt. Zum 16. September 1931 folgte die definitive Versetzung in den Ruhestand, nachdem der Ministerrat diese Personalie am 9. September bekanntgegeben hatte.

## Schriften
- 1888: Der Gerichtsstand der Vereinbarung in historischer u. dogmatischer Darstellung
- 1901: Das Reichsgesetz [Gesetz] über die privaten Versicherungsunternehmungen vom 12. Mai 1901